# Список послов и постоянных представителей Республики Беларусь
В статье представлен список Чрезвычайных и Полномочных Послов Республики Беларусь в иностранных государствах и постоянных представителей Республики Беларусь при международных организациях (с 1991 года). После даты назначения или освобождения от должности стоит номер соответствующего указа Президиума Верховного Совета Республики Беларусь (до 1994 года) или указа Президента Республики Беларусь (с 1994 года).
На момент распада СССР Белорусская ССР имела 4 постоянных представительства при международных организациях: при ООН, при Отделении ООН и других международных организациях в Женеве, при международных организациях в Вене, при Организации Объединённых Наций по вопросам образования, науки и культуры (ЮНЕСКО).
После краткого названия государства указывается его полное официальное название (или названия в хронологическом порядке).

## Европа

### Австрия
Австрийская Республика
- Фисенко, Валентин Николаевич (13 апреля 1994 г., № 2936-XII — 10 марта 2000 г., № 120)
- Гайсёнок, Виктор Анатольевич (19 мая 2000 г., № 275 — 18 февраля 2005 г., № 91)
- Сычев, Александр Николаевич (18 февраля 2005 г., № 92 — 26 августа 2011 г., № 373)
- Воронецкий, Валерий Иосифович (26 августа 2011 г., № 374 — 13 октября 2016 г., № 368)
- Купчина, Елена Николаевна (с 15 декабря 2016 г., № 461 — 25 февраля 2020 г., № 71)
- Дапкюнас, Андрей Вадимович (с 20 июля 2020 г., № 284)

### Бельгия
Королевство Бельгия
- Лабунов, Владимир Архипович (26 апреля 1994 г., № 2978-XII — 3 мая 2001 г., № 229)
- Мартынов, Сергей Николаевич (15 июня 2001 г., № 329 — 21 марта 2003 г., № 111)
- Сенько, Владимир Леонович (7 апреля 2004 г., № 163 — 4 февраля 2011 г., № 52)
- Евдоченко, Андрей Александрович (4 февраля 2011 г., № 54 — 13 июня 2016 г., № 208)
- Михневич, Александр Юрьевич (13 июня 2016 г., № 209 — 29 июля 2021 г., № 296)

### Болгария
Республика Болгария
- Герасименко, Александр Михайлович (27 февраля 1995 г., № 90 — 11 сентября 2000 г., № 495)
- Петров, Александр Владимирович (8 мая 2001 г., № 245 — 8 сентября 2005 г., № 418)
- Качанов, Вячеслав Георгиевич (16 мая 2006 г., № 321 — 12 апреля 2013 г., № 182)
- Воронкович, Владимир Александрович (12 апреля 2013 г., № 183 — 22 мая 2018 г., № 191)
- Лукашевич, Александр Васильевич (22 мая 2018 г., № 192 — 21 марта 2022 г., № 110)

### Босния и Герцеговина
Босния и Герцеговина (послами по совместительству назначаются — до 2008 г. посол в Югославии, с 2013 г. посол в Венгрии)
- Мацкевич, Владимир Александрович (4 июля 2002 г., № 358 — 3 января 2008 г., № 5)
- Хайновский, Александр Францевич (3 декабря 2013 г., № 547 — 13 ноября 2018 г., № 440)
- Пономарёв, Александр Леонидович (13 ноября 2018 г., № 441 — 10 февраля 2022 г., № 37)
- Улахович, Владимир Евгеньевич (с 10 февраля 2022 г., № 38)

### Ватикан
Святой Престол (послами по совместительству назначались — до 2008 г. посол в Швейцарии, в 2008—2009 гг. Постоянный представитель при отделении ООН и других международных организациях в г. Женеве)
- Королёв, Владимир Романович (18 февраля 2002 г., № 116 — 3 января 2008 г., № 2)
- Алейник, Сергей Фёдорович (10 апреля 2008 г., № 198 — 27 марта 2025 г., № 119)
- Амбразевич, Юрий Георгиевич (с 27 марта 2025 г., № 119)

### Великобритания
Соединенное Королевство Великобритании и Северной Ирландии
- Сенько, Владимир Леонович (25 марта 1994 г., № 2889-XII — Указом Президента Республики Беларусь от 28 июля 1994 г. № 8 назначен Министром иностранных дел Республики Беларусь)
- Счастный, Владимир Григорьевич (16 февраля 1995 г., № 67 — 10 марта 2000 г., № 122)
- Садохо, Валерий Евгеньевич (14 июля 2000 г., № 386 — 31 июля 2002 г., № 413)
- Можухов, Алексей Анатольевич (15 августа 2002 г., № 453 — 4 августа 2006 г., № 488)
- Михневич, Александр Юрьевич (4 августа 2006 г., № 495 — 10 сентября 2012 г., № 400)
- Алейник, Сергей Фёдорович (8 января 2013 г., № 5 — 20 июля 2020 г., № 280)
- Ермолович, Максим Леонидович (20 июля 2020 г., № 281 — 1 августа 2022 г., № 261)

### Венгрия
Венгерская Республика — Венгрия (в 1994 г. послом по совместительству назначался посол в Чехии)
- Маринич, Михаил Афанасьевич (18 мая 1994 г., № 3017-XII — Указом Президента Республики Беларусь от 7 сентября 1994 г. № 92 назначен Министром внешних экономических связей Республики Беларусь)
- Евдоченко, Андрей Александрович (24 ноября 1999 г., № 695 — 20 июля 2004 г., № 334)
- Купчина, Елена Николаевна (16 мая 2006 г., № 322 — 10 апреля 2012 г., № 165)
- Хайновский, Александр Францевич (16 ноября 2012 г., № 521 — 13 ноября 2018 г., № 440)
- Пономарёв, Александр Леонидович (13 ноября 2018 г., № 441 — 10 февраля 2022 г., № 37)
- Улахович, Владимир Евгеньевич (с 10 февраля 2022 г., № 38)

### Германия
Федеративная Республика Германия
- Садовский, Петр Викентьевич (3 июня 1992 г., № 1700-XII — 28 ноября 1994 г., № 219)
- Беляев, Петр Григорьевич (18 сентября 1995 г., № 381 — 14 сентября 1998 г., № 446)
- Скворцов, Владимир Николаевич (3 сентября 1999 г., № 514 — 26 июня 2009 г., № 347)
- Гиро, Андрей Владимирович (26 июня 2009 г., № 348 — умер 17 ноября 2015 г.)
- Сидоренко, Денис Владимирович (25 октября 2016 г., № 391 — 11 марта 2024 г., № 88)

### Греция
Греческая Республика (послами по совместительству назначаются послы в Болгарии)
- Герасименко, Александр Михайлович (16 августа 1995 г., № 303 — 11 сентября 2000 г., № 495)
- Качанов, Вячеслав Георгиевич (15 апреля 2011 г., № 153 — 12 апреля 2013 г., № 182)
- Воронкович, Владимир Александрович (12 апреля 2013 г., № 183 — 22 мая 2018 г., № 191)
- Лукашевич, Александр Васильевич (22 мая 2018 г., № 192 — 21 марта 2022 г., № 110)

### Дания
Королевство Дания (послами по совместительству назначаются — в 1994 г. посол в Великобритании, в 2000—2012 гг. послы в Швеции, с 2014 г. посол в Финляндии)
- Сенько, Владимир Леонович (8 июня 1994 г., № 3081-XII — Указом Президента Республики Беларусь от 28 июля 1994 г. № 8 назначен Министром иностранных дел Республики Беларусь)
- Ермолович, Олег Вячеславович (1 марта 2000 г., № 102 — 26 июля 2004 г., № 353)
- Гринкевич, Андрей Михайлович (26 октября 2004 г., № 524 — 23 августа 2012 г., № 378)
- Островский, Александр Петрович (23 января 2014 г., № 44 — 18 сентября 2018 г., № 371)
- Самосуев, Алексей Иванович (18 сентября 2018 г., № 372 — 11 марта 2024 г., № 88)

### Ирландия
Ирландия (послами по совместительству назначаются послы в Великобритании)
- Сенько, Владимир Леонович (8 июня 1994 г., № 3081-XII — Указом Президента Республики Беларусь от 28 июля 1994 г. № 8 назначен Министром иностранных дел Республики Беларусь)
- Счастный, Владимир Григорьевич (16 февраля 1995 г., № 67 — 10 марта 2000 г., № 122)
- Можухов, Алексей Анатольевич (5 августа 2004 г., № 376 — 4 августа 2006 г., № 488)
- Михневич, Александр Юрьевич (4 августа 2006 г., № 495 — 10 сентября 2012 г., № 400)
- Алейник, Сергей Фёдорович (8 января 2013 г., № 5 — 20 июля 2020 г.)
- Ермолович, Максим Леонидович (20 июля 2020 г., № 281 — 1 августа 2022 г., № 261)

### Испания
Королевство Испания (послами по совместительству до 2019 г. назначались послы во Франции)
- Мазай, Нина Николаевна (3 декабря 1994 г., № 246 — 20 января 1997 г., № 73)
- Сенько, Владимир Леонович (17 февраля 1997 г., № 154 — 7 апреля 2004 г., № 163)
- Ших, Виктор Адамович (26 октября 2004 г., № 525 — 26 февраля 2008 г., № 121)
- Павловский, Александр Алексеевич (10 июня 2008 г., № 320 — 16 ноября 2012 г., № 518)
- Латушко, Павел Павлович (20 мая 2013 г., № 231 — 15 января 2019 г., № 21)
- Пустовой, Павел Михайлович (12 февраля 2019 г., № 55 — 31 августа 2020 г., № 327)

### Италия
Итальянская Республика
- Дрозд, Наталья Ивановна (4 февраля 1998 г., № 59 — 21 августа 2002 г., № 458)
- Скрипко, Алексей Анатольевич (6 декабря 2002 г., № 592 — 31 октября 2008 г., № 596)
- Шестаков, Евгений Андреевич (31 октября 2008 г., № 597 — 22 декабря 2015 г., № 514)
- Гурьянов, Александр Евгеньевич (22 декабря 2015 г., № 515 — 20 июля 2020 г., № 282)

### Латвия
Латвийская Республика
- Величко, Валентин Владимирович (15 апреля 1993 г., № 2281-XII — 10 сентября 1997 г., № 458)
- Маринич, Михаил Афанасьевич (20 января 1999 г., № 37 — 9 августа 2001 г., № 428)
- Ламков, Вадим Владимирович (30 декабря 2002 г., № 640 — 16 февраля 2005 г., № 79)
- Герасименко, Александр Михайлович (13 апреля 2006 г., № 233 — 10 сентября 2013 г., № 408)
- Долгополова, Марина Ивановна (10 сентября 2013 г., № 409 — 18 сентября 2018 г., № 373)
- Маркович, Василий Михайлович (18 сентября 2018 г., № 374 — 16 сентября 2020 г., № 346)

### Литва
Литовская Республика
- Войтович, Евгений Константинович (22 ноября 1993 г., № 2574-XII — 15 октября 1998 г., № 495)
- Гаркун, Владимир Гилярович (15 октября 1998 г., № 497 — 31 декабря 2005 г., № 655)
- Дражин, Владимир Нестерович (13 апреля 2006 г., № 234 — 3 декабря 2013 г., № 539)
- Король, Александр Михайлович (3 декабря 2013 г., № 540 — 15 января 2019 г., № 19)
- Барановский, Валерий Валерьевич (15 января 2019 г., № 20 — 18 июня 2021 г., № 230)

### Люксембург
Великое Герцогство Люксембург (послами по совместительству назначаются послы в Бельгии)
- Лабунов, Владимир Архипович (13 июля 1994 г., № 3113-XII — 3 мая 2001 г., № 229)
- Евдоченко, Андрей Александрович (3 декабря 2013 г., № 545 — 13 июня 2016 г., № 208)
- Михневич, Александр Юрьевич (13 июня 2016 г., № 209 — 29 июля 2021 г., № 296)

### Мальта
Республика Мальта (послами по совместительству назначаются послы в Италии)
- Дрозд, Наталья Ивановна (17 сентября 1999 г., № 543 — 21 августа 2002 г., № 458)
- Шестаков, Евгений Андреевич (4 февраля 2011 г., № 51 — 22 декабря 2015 г., № 514)
- Гурьянов, Александр Евгеньевич (3 марта 2016 г., № 83 — 20 июля 2020 г., № 282)

### Мальтийский орден
Суверенный Военный Орден Госпитальеров Святого Иоанна Иерусалимского, Родоса и Мальты (послом по совместительству назначался — в 2008—2009 гг. Постоянный представитель при отделении ООН и других международных организациях в г. Женеве, в 2009—2013 гг. заместитель Министра иностранных дел Республики Беларусь)
- Алейник, Сергей Федорович (10 апреля 2008 г., № 198 — 8 января 2013 г.)

### Молдова
Республика Молдова
- Гринев, Николай Федорович (1 марта 1995 г., № 94 — 17 мая 1999 г., № 277)
- Сакович, Василий Андреевич (3 сентября 1999 г., № 513 — 4 июня 2009 г., № 287)
- Осипенко, Вячеслав Александрович (4 июня 2009 г., № 288 — 27 августа 2014 г., № 419)
- Чичук, Сергей Николаевич (16 марта 2015 г., № 119 — 16 марта 2020 г., № 94)
- Калинин, Анатолий Николаевич (с 16 марта 2020 г., № 95 — 27 марта 2025 г., № 123)
- Бубен, Анатолий Анатольевич (с 27 марта 2025 г., № 124)

### Монако
Княжество Монако (послами по совместительству назначаются послы во Франции)
- Латушко, Павел Павлович (15 декабря 2016 г., № 464 — 15 января 2019 г., № 21)
- Фисенко, Игорь Валентинович (16 мая 2019 г., № 186 — 12 ноября 2021 г., № 438)

### Нидерланды
Королевство Нидерландов (до 2000 г. послом по совместительству назначался посол в Бельгии)
- Лабунов, Владимир Архипович (20 апреля 1995 г., № 156 — 11 августа 2000 г., № 436)
- Герасимович, Владимир Николаевич (11 августа 2000 г., № 437 — 14 августа 2008 г., № 426)
- Гриценко, Елена Николаевна (14 августа 2008 г., № 427 — 2 мая 2014 г., № 199)
- Борисевич, Николай Николаевич (2 мая 2014 г., № 200 — 29 июля 2019 г., № 284)
- Евдоченко, Андрей Александрович (с 20 июля 2020 г., № 285)

### Норвегия
Королевство Норвегия (послами по совместительству назначаются послы в Швеции)
- Ермолович, Олег Вячеславович (1 марта 2000 г., № 102 — 26 июля 2004 г., № 353)
- Гринкевич, Андрей Михайлович (26 октября 2004 г., № 524 — 23 августа 2012 г., № 378)
- Мирончик, Дмитрий Леонидович (31 августа 2018 г., № 355 — 11 марта 2024 г., № 88)

### Польша
Республика Польша
- Сенько, Владимир Леонович (3 июня 1992 г., № 1701-XII — 25 марта 1994 г., № 2889-XII)
- Таразевич, Георгий Станиславович (13 апреля 1994 г., № 2935-XII — 2 июня 1995 г., № 210)
- Бурский, Виктор Иванович (15 февраля 1996 г., № 76 — 10 марта 2000 г., № 123)
- Кречко, Николай Васильевич (31 марта 2000 г., № 160 — 21 августа 2002 г., № 457)
- Латушко, Павел Павлович (6 декабря 2002 г., № 590 — 31 октября 2008 г., № 594)
- Гайсенок, Виктор Анатольевич (31 октября 2008 г., № 595 — 3 декабря 2013 г., № 537)
- Аверьянов, Александр Казимирович (3 декабря 2013 г., № 538 — 12 февраля 2019 г., № 56)
- Чушев, Владимир Николаевич (12 февраля 2019 г., № 57 — 13 мая 2022 г., № 174)

### Португалия
Португальская Республика (послами по совместительству назначаются послы во Франции)
- Мазай, Нина Николаевна (3 декабря 1994 г., № 246 — 20 января 1997 г., № 73)
- Сенько, Владимир Леонович (17 февраля 1997 г., № 154 — 7 апреля 2004 г., № 163)
- Ших, Виктор Адамович (26 октября 2004 г., № 525 — 26 февраля 2008 г., № 121)
- Павловский, Александр Алексеевич (10 июня 2008 г., № 320 — 16 ноября 2012 г., № 518)
- Латушко, Павел Павлович (20 мая 2013 г., № 231 — 15 января 2019 г., № 21)
- Фисенко, Игорь Валентинович (16 мая 2019 г., № 186 — 12 ноября 2021 г., № 438)

### Россия
Российская Федерация
- Даниленко, Виктор Дмитриевич (27 января 1993 г., № 2127-XII — 5 декабря 1997 г., № 631)
- Григорьев, Владимир Викторович (5 декабря 1997 г., № 632 — 4 августа 2006 г., № 487)
- Долголев, Василий Борисович (4 августа 2006 г., № 494 — 8 ноября 2011 г., № 505)
- Кобяков, Андрей Владимирович (8 ноября 2011 г., № 506 — 27 августа 2012 г., № 385)
- Петришенко, Игорь Викторович (10 сентября 2012 г., № 401 — 18 августа 2018 г., № 335)
- Семашко, Владимир Ильич (13 ноября 2018 г., № 437[1] — 1 августа 2022 г., № 259)
- Крутой, Дмитрий Николаевич (1 августа 2022 г., № 260 — 27 июня 2024 г., № 255)
- Рогожник, Александр Николаевич (с 27 июня 2024 г., № 261)

### Румыния
Румыния
- Бутевич, Анатолий Иванович (17 декабря 1997 г., № 645 — 21 июля 2000 г., № 408)
- Кисель, Григорий Леонидович (21 июля 2000 г., № 406 — 11 марта 2002 г., № 154)
- Ших, Виктор Адамович (6 декабря 2002 г., № 593 — 26 октября 2004 г., № 525)
- Гринкевич, Андрей Михайлович (25 октября 2016 г., № 388 — 7 июля 2022 г., № 234)

### Сан-Марино
Республика Сан-Марино (послами по совместительству назначаются послы в Италии)
- Гурьянов, Александр Евгеньевич (29 июля 2019 г., № 283 — 20 июля 2020 г., № 282)

### Северная Македония
Северная Македония (послами по совместительству назначаются послы в Сербии)
- Чушев, Владимир Николаевич (3 декабря 2013 г., № 546 — 27 апреля 2017 г., № 133)
- Брылев, Валерий Анатольевич (27 апреля 2017 г., № 134 — 20 ноября 2023 г., № 358)
- Малиновский, Сергей Николаевич (с 20 ноября 2023 г., № 358)

### Сербия
Республика Сербия
- Чушев, Владимир Николаевич (26 августа 2011 г., № 376 — 27 апреля 2017 г., № 133)
- Брылёв, Валерий Анатольевич (27 апреля 2017 г., № 134 — 20 ноября 2023 г., № 358)
- Малиновский, Сергей Николаевич (с 20 ноября 2023 г., № 358)

### Словакия
Словацкая Республика (до 2002 г. послами по совместительству назначались послы в Чехии)
- Маринич, Михаил Афанасьевич (18 мая 1994 г., № 3017-XII — Указом Президента Республики Беларусь от 7 сентября 1994 г. № 92 назначен Министром внешних экономических связей Республики Беларусь)
- Войтенков, Николай Григорьевич (1 марта 1995 г., № 93 — 17 января 1997 г., № 67)
- Бельский, Владимир Петрович (21 марта 1997 г., № 207 — 2 декабря 2002 г., № 587)
- Воронецкий, Валерий Иосифович (6 декабря 2002 г., № 588 — 27 октября 2006 г., № 641)
- Серпиков, Владимир Михайлович (3 сентября 2010 г., № 463 — 13 июня 2016 г., № 210)
- Лещеня, Игорь Александрович (13 июня 2016 г., № 211 — 21 августа 2020 г., № 318)
- Дапкюнас, Андрей Вадимович (с 21 октября 2024 г., № 398)

### Словения
Республика Словения (послами по совместительству назначаются — до 2018 г. послы в Венгрии, с 2019 г. посол в Австрии)
- Купчина, Елена Николаевна (14 августа 2008 г., № 422 — 10 апреля 2012 г., № 165; 12 февраля 2019 г., № 58 — 25 февраля 2020 г., № 71)
- Хайновский, Александр Францевич (16 ноября 2012 г., № 521 — 13 ноября 2018 г., № 440)
- Дапкюнас, Андрей Вадимович (20 июля 2020 г., № 284)

### Украина
Украина
- Курашик, Виталий Владимирович (11 мая 1993 г., № 2304-XII — 14 июня 2001 г., № 326)
- Величко, Валентин Владимирович (15 июня 2001, № 328 — 13 июня 2016, № 214)[2][3]
- Сокол, Игорь Сергеевич (13 июня 2016 г., № 215 — 19 октября 2023 г., № 328)

### Финляндия
Финляндская Республика (послами по совместительству назначались — до 2001 г. послы в Латвии, в 2006—2013 гг. посол в Литве)
- Величко, Валентин Владимирович (8 июня 1994 г., № 3082-XII — 10 сентября 1997 г., № 458)
- Маринич, Михаил Афанасьевич (3 июня 1999 г., № 308 — 9 августа 2001 г., № 428)
- Дражин, Владимир Нестерович (13 апреля 2006 г., № 234 — 10 сентября 2013 г., № 414)
- Островский, Александр Петрович (10 сентября 2013 г., № 415 — 18 сентября 2018 г., № 371)
- Самосуев Алексей Иванович (18 сентября 2018 г., № 372 — 11 марта 2024 г., № 88)

### Франция
Французская Республика
- Мазай, Нина Николаевна (27 января 1993 г., № 2128-XII — 20 января 1997 г., № 73)
- Сенько, Владимир Леонович (17 февраля 1997 г., № 154 — 7 апреля 2004 г., № 163)
- Ших, Виктор Адамович (26 октября 2004 г., № 525 — 26 февраля 2008 г., № 121)
- Павловский, Александр Алексеевич (26 февраля 2008 г., № 122 — 16 ноября 2012 г., № 518)
- Латушко, Павел Павлович (16 ноября 2012 г., № 519 — 15 января 2019 г., № 21)
- Фисенко, Игорь Валентинович (15 января 2019 г., № 22 — 12 ноября 2021 г., № 438)

### Хорватия
Республика Хорватия (послами по совместительству назначаются — до 2019 г. послы в Австрии, с 2019 г. посол в Венгрии)
- Воронецкий, Валерий Иосифович (26 августа 2011 г., № 374 — 13 октября 2016 г., № 368)
- Купчина, Елена Николаевна (15 декабря 2016 г., № 461 — 12 февраля 2019 г., № 58)
- Пономарёв, Александр Леонидович (12 февраля 2019 г., № 59 — 10 февраля 2022 г., № 37)
- Улахович, Владимир Евгеньевич (с 10 февраля 2022 г., № 38)

### Черногория
Черногория (послами по совместительству назначались послы в Сербии)
- Чушев, Владимир Николаевич (3 декабря 2013 г., № 546 — 27 апреля 2017 г., № 133)
- Брылев, Валерий Анатольевич (27 апреля 2017 г., № 134 — 20 ноября 2023 г., № 358)

### Чехия
Чешская Республика
- Маринич, Михаил Афанасьевич (18 мая 1994 г., № 3017-XII — Указом Президента Республики Беларусь от 7 сентября 1994 г. № 92 назначен Министром внешних экономических связей Республики Беларусь)
- Войтенков, Николай Григорьевич (1 марта 1995 г., № 93 — 17 января 1997 г., № 67)
- Бельский, Владимир Петрович (21 марта 1997 г., № 207 — 2 декабря 2002 г., № 587)
- Маркович, Василий Михайлович (3 сентября 2010 г., № 462 — 25 июня 2015 г., № 275)
- Курдюков, Валерий Николаевич (25 июня 2015 г., № 276 — 20 сентября 2021 г., № 360)

### Швейцария
Швейцарская Конфедерация
- Мардович, Анатолий Александрович (27 января 1993 г., № 2129-XII — 29 сентября 1994 г., № 129)
- Огурцов, Станислав Сергеевич (29 сентября 1994 г., № 130 — 9 июля 1998 г., № 357)
- Гиро, Андрей Владимирович (Временный поверенный в делах Республики Беларусь в Швейцарской Конфедерации) (9 июля 1998 г. — 1999 г.)[4]
- Шеметов, Дмитрий Иванович (Временный поверенный в делах Республики Беларусь в Швейцарской Конфедерации) (1999 г. — 29 августа 2000 г.)[4]
- Королёв, Владимир Романович (29 августа 2000 г., № 469 — 3 января 2008 г., № 2)
- Ганевич, Александр Дормидонтович (с 25 июня 2020 г., № 241)

### Швеция
Королевство Швеция
- Ермолович, Олег Вячеславович (3 сентября 1999 г., № 512 — 26 июля 2004 г., № 353)
- Гринкевич, Андрей Михайлович (26 октября 2004 г., № 524 — 23 августа 2012 г., № 378)
- Мирончик, Дмитрий Леонидович (22 мая 2018 г., № 185 — 11 марта 2024 г., № 88)

### Эстония
Эстонская Республика (до 2001 г. послом по совместительству назначался посол в Латвии)
- Маринич, Михаил Афанасьевич (3 июня 1999 г., № 308 — 9 августа 2001 г., № 428)
- Степусь, Анатолий Алексеевич (30 июня 2014 г., № 319 — 22 мая 2018 г., № 189)
- Качанов, Вячеслав Георгиевич (22 мая 2018 г., № 190 — 19 октября 2023 г., № 329)

### Югославия
Союзная Республика Югославия
- Брылев, Валерий Анатольевич (3 июня 1998 г., № 291 — 30 мая 2001 г., № 295)
- Мацкевич, Владимир Александрович (13 июля 2001 г., № 385 — 3 января 2008 г., № 5)

## Азия

### Азербайджан
Азербайджанская Республика
- Пацкевич, Николай Ермолаевич (16 мая 2006 г., № 324 — 25 июня 2015 г., № 269)
- Ахрамович, Геннадий Владимирович (с 25 июня 2015 г., № 270 — 19 ноября 2020 г., № 269)
- Равков, Андрей Алексеевич (с 19 ноября 2020 г., № 270 — 14 января 2025 г., № 15)
- Пиневич, Дмитрий Леонидович (с 14 января 2025 г., № 16)

### Армения
Республика Армения
- Долгополова, Марина Ивановна (6 декабря 2002 г., № 589 — 14 августа 2008 г., № 424)
- Сухоренко, Степан Николаевич (14 августа 2008 г., № 425 — 25 июня 2015 г., № 271)
- Назарук, Игорь Васильевич (25 июня 2015 г., № 272 — 19 ноября 2020 г., № 237)
- Конюк, Александр Владимирович (19 ноября 2020 г., № 429 — 17 апреля 2025 г., № 161)

### Афганистан
Исламская Республика Афганистан (послом по совместительству назначался посол в Таджикистане)
- Иванов, Олег Николаевич (3 марта 2016 г., № 82 — 20 сентября 2021 г., № 353)

### Бангладеш
Народная Республика Бангладеш (послами по совместительству назначаются послы в Индии)
- Соколовский, Владимир Аркадьевич (17 декабря 1999 г., № 732 — 20 июля 2004 г., № 335)
- Прима, Виталий Александрович (12 апреля 2013 г., № 181 — 13 ноября 2018 г., № 438)
- Ржеусский, Андрей Иосифович (28 марта 2019 г., № 124 — 4 января 2024 г., № 8)
- Касько, Михаил Михайлович (с 12 августа 2024 г., № 320)

### Бахрейн
Государство Бахрейн — Королевство Бахрейн (послами по совместительству назначаются послы в ОАЭ)
- Сулимский, Владимир Николаевич (10 марта 2000 г., № 125 — 14 августа 2008 г., № 428)
- Семешко, Александр Викторович (8 ноября 2011 г., № 511 — 22 апреля 2013 г., № 200)
- Лученок, Андрей Иванович (28 марта 2019 г., № 123 — 5 августа 2024 г., № 310)

### Вьетнам
Социалистическая Республика Вьетнам
- Чекунков, Олег Федорович (4 февраля 1998 г., № 58 — 14 сентября 2001 г., № 500)
- Куцелай, Александр Александрович (19 февраля 2004 г., № 102 — 3 сентября 2010 г., № 464)
- Садохо, Валерий Евгеньевич (4 февраля 2011 г., № 55 — 13 июня 2016 г., № 212)
- Гошин, Владимир Анатольевич (13 июня 2016 г., № 213 — 10 февраля 2022 г., № 41)
- Боровиков, Владимир Владимирович (с 7 июля 2022 г., № 235)

### Грузия
Грузия
- Мятликов, Михаил Михайлович (12 июля 2016 г., № 267[5] — 10 февраля 2022 г., № 39[6])
- Лис, Анатолий Васильевич (с 10 февраля 2022 г., № 40)[7]

### Израиль
Государство Израиль
- Лавицкий, Геннадий Михайлович (18 октября 1995 г., № 428 — 21 января 2004 г., № 22)
- Лещеня, Игорь Александрович (16 мая 2006 г., № 323 — 28 сентября 2012 г., № 441)
- Скворцов, Владимир Николаевич (с 10 сентября 2013 г., № 407 — 12 сентября 2019 г., № 335)
- Воробьёв, Евгений Семёнович (12 сентября 2019 г., № 336 — 14 января 2025 г., № 21)
- Ярошевич, Юрий Григорьевич (с 14 января 2025 г., № 22)

### Индия
Республика Индия
- Соколовский, Владимир Аркадьевич (13 марта 1998 г., № 110 — 20 июля 2004 г., № 335)
- Лаптенок, Олег Николаевич (24 декабря 2004 г., № 617 — 30 июня 2011 г., № 289)
- Гошин, Владимир Анатольевич (30 июня 2011 г., № 291 — 13 декабря 2011 г., № 582)
- Прима, Виталий Александрович (28 сентября 2012 г., № 440 — 13 ноября 2018 г., № 438)
- Ржеусский, Андрей Иосифович (13 ноября 2018 г., № 439 — 4 января 2024 г., № 8)
- Касько, Михаил Михайлович (с 4 января 2024 г., № 9)

### Индонезия
Республика Индонезия
- Лопато-Загорский, Владимир Николаевич (8 ноября 2011 г., № 508 — 14 сентября 2017 г., № 330)
- Колесник, Валерий Георгиевич (14 сентября 2017 г., № 331 — 20 ноября 2023 г., № 360)
- Романовский, Роман Геннадьевич (с 20 ноября 2023 г., № 361)

### Иордания
Иорданское Хашимитское Королевство (послами по совместительству назначаются послы в Сирии)
- Лопато-Загорский, Владимир Николаевич (19 июля 2005 г., № 330 — 14 августа 2008 г., № 432)
- Ермолович, Олег Вячеславович (4 февраля 2011 г., № 49 — 4 апреля 2014 г., № 142)
- Пономарёв, Александр Леонидович (16 марта 2015 г., № 120 — 13 ноября 2018 г., № 441)
- Слука, Юрий Олегович (с 13 ноября 2018 г., № 442)

### Ирак
Республика Ирак (послами по совместительству назначаются послы в Турции)
- Колесник, Валерий Георгиевич (28 сентября 2012 г., № 437 — 3 декабря 2013 г., № 541)
- Савиных, Андрей Владимирович (3 декабря 2013 г., № 542 — 12 сентября 2019 г., № 331)
- Рыбак, Виктор Васильевич (12 сентября 2019 г., № 332 — 14 января 2025 г., № 19)
- Глаз, Анатолий Анатольевич (с 27 марта 2025 г., № 122)

### Иран
Исламская Республика Иран
- Рачков, Леонид Власович (4 февраля 1998 г., № 60 — 10 июня 2008 г., № 318)
- Рыбак, Виктор Васильевич (10 июня 2008 г., № 319 — 13 июня 2016 г., № 216)
- Лазарчик, Юрий Иванович (13 июня 2016 г., № 217 — 18 июня 2021 г., № 225)
- Кольцов, Дмитрий Вячеславович (c 18 июня 2021 г., № 226)

### Казахстан
Республика Казахстан
- Пакуш, Лариса Владимировна (10 сентября 1997 г., № 461 — 4 августа 2006 г., № 489)
- Гапеев, Василий Иванович (4 августа 2006 г., № 493 — 22 января 2010 г., № 28)
- Брылев, Валерий Анатольевич (22 января 2010 г., № 29 — 28 февраля 2013 г., № 92)
- Ничкасов, Анатолий Иванович (10 сентября 2013 г., № 410 — 25 июня 2020 г., № 238)
- Утюпин, Павел Владимирович (20 июля 2020, № 286 — 14 января 2025 г., № 23)
- Богданов, Алексей Игоревич (с 14 января 2025 г., № 24)

### Камбоджа
Королевство Камбоджа (послами по совместительству назначаются послы во Вьетнаме)
- Садохо, Валерий Евгеньевич (15 апреля 2011 г., № 154 — 13 июня 2016 г., № 212)
- Гошин, Владимир Анатольевич (13 июня 2016 г., № 213 — 10 февраля 2022 г., № 41)
- Боровиков, Владимир Владимирович (с 7 июля 2022 г., № 235)

### Катар
Государство Катар (послами по совместительству назначались послы в ОАЭ)
- Сулимский, Владимир Николаевич (10 марта 2000 г., № 125 — 14 августа 2008 г., № 428)
- Семешко, Александр Викторович (22 января 2010 г., № 31 — 22 апреля 2013 г., № 200)
- Головченко, Роман Александрович (10 сентября 2013 г., № 419 — 18 августа 2018 г., № 343)

### Республика Кипр
Республика Кипр (послами по совместительству назначаются послы в Болгарии)
- Воронкович, Владимир Александрович (17 марта 2014 г., № 124 — 22 мая 2018 г., № 191)
- Лукашевич, Александр Васильевич (22 мая 2018 г., № 192 — 21 марта 2022 г., № 110)

### Китай
Китайская Народная Республика
- Кузнецов, Вячеслав Николаевич (27 февраля 1995 г., № 91 — 10 марта 2000 г., № 121)
- Русакевич, Владимир Васильевич (21 июля 2000 г., № 405 — 6 августа 2003 г., № 351)
- Харлап, Анатолий Дмитриевич (19 февраля 2004 г., № 103 — 13 апреля 2006 г., № 231)
- Тозик, Анатолий Афанасьевич (13 апреля 2006 г., № 232 — 28 декабря 2010 г., № 698)
- Буря, Виктор Павлович (30 июня 2011 г., № 292 — 12 июля 2016 г., № 265)
- Рудый, Кирилл Валентинович (12 июля 2016 г., № 266 — 30 января 2020 г., № 31)
- Снопков, Николай Геннадьевич (30 января, № 32 — 4 июня 2020 г., № 195)
- Сенько, Юрий Алексеевич (19 ноября 2020 г., № 422 — 20 ноября 2023 г., № 365)
- Червяков, Александр Викторович (с 20 ноября 2023 г., № 366)

### Южная Корея
Республика Корея
- Семешко, Александр Викторович (6 октября 1999 г., № 587 — 15 ноября 2005 г., № 522)
- Гурьянов, Александр Евгеньевич (19 января 2006 г., № 32 — 4 ноября 2010 г., № 563)
- Жилевич, Наталия Ивановна (26 августа 2011 г., № 375 — 13 июня 2016 г., № 206)
- Попков, Андрей Николаевич (13 июня 2016 г., № 207 — 20 сентября 2021 г., № 357)
- Чернецкий, Андрей Михайлович (с 20 сентября 2021 г., № 358)

### Кувейт
Государство Кувейт (послами по совместительству назначаются послы в ОАЭ)
- Сулимский, Владимир Николаевич (4 июля 2000 г., № 375 — 14 августа 2008 г., № 428)
- Семешко, Александр Викторович (15 апреля 2011 г., № 155 — 22 апреля 2013 г., № 200)
- Головченко, Роман Александрович (10 сентября 2013 г., № 419 — 18 августа 2018 г., № 343)
- Лученок, Андрей Иванович (28 марта 2019 г., № 123 — 5 августа 2024 г., № 310)
- Белый, Игорь Георгиевич (с 27 марта 2025 г., № 121)

### Кыргызстан
Кыргызская Республика
- Козырь, Александр Викторович (22 февраля 2001 г., № 95 — 16 мая 2006 г., № 319)
- Брылев, Валерий Анатольевич (16 мая 2006 г., № 320 — 22 января 2010 г., № 29)
- Денисенко, Виктор Александрович (22 января 2010 г., № 30 — 14 марта 2017 г., № 84)
- Страчко, Андрей Сергеевич (14 марта 2017 г., № 85 — 11 марта 2024 г., № 88)
- Молунов, Сергей Петрович (с 13 июня 2024 г., № 232)

### Лаос
Лаосская Народно-Демократическая Республика (послами по совместительству назначаются послы во Вьетнаме)
- Чекунков, Олег Федорович (6 октября 1999 г., № 585 — 14 сентября 2001 г., № 500)
- Садохо, Валерий Евгеньевич (15 апреля 2011 г., № 154 — 13 июня 2016 г., № 212)
- Гошин, Владимир Анатольевич (15 декабря 2016 г., № 462 — 10 февраля 2022 г., № 41)
- Боровиков, Владимир Владимирович (с 7 июля 2022 г., № 235)

### Ливан
Ливанская Республика (послами по совместительству назначаются послы в Сирии)
- Лопато-Загорский, Владимир Николаевич (2 апреля 2002 г., № 166 — 14 августа 2008 г., № 432)
- Ермолович, Олег Вячеславович (4 февраля 2011 г., № 49 — 4 апреля 2014 г., № 142)
- Пономарёв, Александр Леонидович (27 января 2015 г., № 35 — 13 ноября 2018 г., № 441)
- Слука, Юрий Олегович (с 13 ноября 2018 г., № 442)

### Малайзия
Малайзия (послами по совместительству назначаются послы в Индонезии)
- Лопато-Загорский, Владимир Николаевич (21 февраля 2012 г., № 82 — 14 сентября 2017 г., № 330)
- Колесник, Валерий Георгиевич (14 сентября 2017 г., № 331 — 20 ноября 2023 г., № 360)
- Романовский, Роман Геннадьевич (с 20 ноября 2023 г., № 361)

### Монголия
Монголия (до 2014 г. послами по совместительству назначались послы в Китае)
- Кузнецов, Вячеслав Николаевич (9 октября 1998 г., № 490 — 10 марта 2000 г., № 121)
- Буря, Виктор Павлович (30 июня 2011 г., № 292 — 2 мая 2014 г., № 195)
- Чепурной, Станислав Владимирович (2 мая 2014 г., № 196 — 18 июня 2021 г., № 227)
- Горелик, Дмитрий Николаевич (с 18 июня 2021 г., № 228)

### Мьянма
Союз Мьянма — Республика Союз Мьянма  (послами по совместительству назначаются послы во Вьетнаме)
- Садохо, Валерий Евгеньевич (15 апреля 2011 г., № 154 — 13 июня 2016 г., № 212)
- Гошин, Владимир Анатольевич (15 декабря 2016 г., № 462 — 10 февраля 2022 г., № 41)
- Боровиков, Владимир Владимирович (с 7 июля 2022 г., № 235)

### Непал
Федеративная Демократическая Республика Непал (послами по совместительству назначаются послы в Индии)
- Прима, Виталий Александрович (17 марта 2014 г., № 125 — 13 ноября 2018 г., № 438)
- Ржеусский, Андрей Иосифович (28 марта 2019 г., № 124 — 4 января 2024 г., № 8)
- Касько, Михаил Михайлович (с 12 августа 2024 г., № 320)

### ОАЭ
Объединенные Арабские Эмираты
- Сулимский, Владимир Николаевич (29 октября 1999 г., № 634 — 14 августа 2008 г., № 428)
- Семешко, Александр Викторович (14 августа 2008 г., № 429 — 22 апреля 2013 г., № 200)
- Головченко, Роман Александрович (22 апреля 2013 г., № 201 — 18 августа 2018 г., № 343)
- Лученок, Андрей Иванович (28 марта 2019 г., № 123 — 5 августа 2024 г., № 310)
- Белый, Игорь Георгиевич (с 27 марта 2025 г., № 121)

### Оман
Султанат Оман (послами по совместительству назначаются послы в Египте)
- Фисенко, Игорь Валентинович (22 января 2010 г., № 32 — 10 сентября 2013 г., № 405)
- Рачков, Сергей Анатольевич (23 января 2014 г., № 45 — 12 сентября 2019 г., № 337)
- Терентьев, Сергей Леонидович (с 12 сентября 2019 г., № 338)

### Пакистан
Исламская Республика Пакистан (до 2014 г. послом по совместительству назначался посол в Иране)
- Рыбак, Виктор Васильевич (4 февраля 2011 г., № 50 — 30 июня 2014 г., № 317)
- Ермолович, Андрей Григорьевич (30 июня 2014 г., № 318 — 19 ноября 2020 г., № 425)
- Метелица, Андрей Николаевич (с 19 ноября 2020 г., № 426)

### Саудовская Аравия
Королевство Саудовская Аравия (послами по совместительству назначаются послы в ОАЭ)
- Сулимский, Владимир Николаевич (6 июля 2001 г., № 371 — 14 августа 2008 г., № 428)
- Семешко, Александр Викторович (22 января 2010 г., № 31 — 22 апреля 2013 г., № 200)
- Головченко, Роман Александрович (30 июня 2014 г., № 323 — 18 августа 2018 г., № 343)
- Лученок, Андрей Иванович (28 марта 2019 г., № 123 — 5 августа 2024 г., № 310)

### Сингапур
Республика Сингапур (послами по совместительству назначаются послы в Индонезии)
- Лопато-Загорский, Владимир Николаевич (21 февраля 2012 г., № 82 — 14 сентября 2017 г., № 330)
- Колесник, Валерий Георгиевич (14 сентября 2017 г., № 331 — 20 ноября 2023 г., № 360)
- Романовский, Роман Геннадьевич (с 20 ноября 2023 г., № 361)

### Сирия
Сирийская Арабская Республика
- Лопато-Загорский, Владимир Николаевич (21 декабря 2000 г., № 692 — 14 августа 2008 г., № 432)
- Ермолович, Олег Вячеславович (14 августа 2008 г., № 433 — 4 апреля 2014 г., № 142)
- Пономарёв, Александр Леонидович (30 июня 2014 г., № 316 — 13 ноября 2018 г., № 441)
- Слука, Юрий Олегович (с 13 ноября 2018 г., № 442)

### Таджикистан
Республика Таджикистан
- Гаврук, Ольга Анатольевна (30 июня 2011 г., № 293 — 15 октября 2015 г., № 424)
- Иванов, Олег Николаевич (3 марта 2016 г., № 82 — 20 сентября 2021 г., № 353)
- Денисенко, Виктор Александрович (с 20 сентября 2021 г., № 354)

### Таиланд
Королевство Таиланд (послами по совместительству назначаются послы во Вьетнаме)
- Чекунков, Олег Федорович (6 октября 1999 г., № 585 — 14 сентября 2001 г., № 500)
- Садохо, Валерий Евгеньевич (15 апреля 2011 г., № 154 — 13 июня 2016 г., № 212)
- Гошин, Владимир Анатольевич (15 декабря 2016 г., № 462 — 10 февраля 2022 г., № 41)
- Боровиков, Владимир Владимирович (с 1 августа 2022 г., № 262)

### Туркменистан
Туркменистан (до 2003 г. послом по совместительству назначался посол в Иране)
- Рачков, Леонид Власович (11 декабря 2000 г., № 665 — 10 ноября 2003 г., № 490)
- Малумов, Юрий Георгиевич (10 октября 2003 г., № 453 — 26 августа 2011 г., № 371)
- Бариев, Энвер Ризаевич (26 августа 2011 г., № 372 — 16 мая 2013 г., № 220)
- Табанюхов, Олег Михайлович (10 сентября 2013 г., № 411 — 12 сентября 2019 г., № 339)
- Бескостый, Вячеслав Васильевич (с 12 сентября 2019 г., № 340 — 2 декабря 2024 г., № 445)
- Чепурной, Станислав Владимирович (с 2 декабря 2024 г., № 445)

### Турция
Турецкая Республика
- Лепешко, Николай Николаевич (2 мая 1997 г., № 266 — 31 июля 2002 г., № 412)
- Жилевич, Наталья Ивановна (15 августа 2002 г., № 454 — 14 августа 2008 г., № 434)
- Колесник, Валерий Георгиевич (14 августа 2008 г., № 435 — 3 декабря 2013 г., № 541)
- Савиных, Андрей Владимирович (3 декабря 2013 г., № 542 — 12 сентября 2019 г., № 331)
- Рыбак, Виктор Васильевич (12 сентября 2019 г., № 332 — 14 января 2025 г., № 19)
- Глаз, Анатолий Анатольевич (с 14 января 2025 г., № 20)

### Узбекистан
Республика Узбекистан
- Демчук, Николай Николаевич (31 марта 2000 г., № 158 — 18 апреля 2008 г., № 223)
- Сокол, Игорь Сергеевич (18 апреля 2008 г., № 224 — 10 сентября 2013 г., № 412)
- Клакевич, Николай Марьянович (10 сентября 2013 г., № 413—2018 г.)
- Маринич, Леонид Адамович (5 марта 2018 г., № 98 — 14 января 2025 г., № 13)
- Огородников, Александр Сергеевич (с 14 января 2025 г., № 14)

### Филиппины
Республика Филиппины (послами по совместительству назначаются — до 2002 г. посол в Японии, с 2012 г. послы в Индонезии)
- Кравченко, Петр Кузьмич (14 декабря 1999 г., № 723 — 19 ноября 2002 г., № 574)
- Лопато-Загорский, Владимир Николаевич (21 февраля 2012 г., № 82 — 14 сентября 2017 г., № 330)
- Колесник, Валерий Георгиевич (14 сентября 2017 г., № 331 — 20 ноября 2023 г., № 360)
- Романовский, Роман Геннадьевич (с 20 ноября 2023 г., № 361)

### Шри-Ланка
Демократическая Социалистическая Республика Шри-Ланка (послами по совместительству назначаются послы в Индии)
- Прима, Виталий Александрович (28 сентября 2012 г., № 440 — 13 ноября 2018 г., № 438)
- Ржеусский, Андрей Иосифович (13 ноября 2018 г., № 439 — 4 января 2024 г., № 8)
- Касько, Михаил Михайлович (с 12 августа 2024 г., № 320)

### Япония
Япония
- Кравченко, Петр Кузьмич (19 января 1998 г., № 42 — 19 ноября 2002 г., № 574)
- Рахманов, Сергей Кимович (8 ноября 2011 г., № 510 — 13 октября 2016 г., № 367)
- Есин, Руслан Олегович (14 марта 2017 г., № 86 — 7 июля 2022 г., № 233)

## Америка

### Аргентина
Аргентинская Республика
- Лазерко, Вадим Иванович (6 октября 1999 г., № 586 — 3 января 2008 г., № 3)
- Козинцев, Виктор Васильевич (3 декабря 2013 г., № 543 — 18 сентября 2017 г., № 334)
- Астапенко, Владимир Аркадьевич (7 декабря 2017 г., № 433 — 3 ноября 2020 г., № 402)

### Боливия
Многонациональное Государство Боливия (послом по совместительству назначен посол в Венесуэле)
- Паферов, Олег Сергеевич (28 сентября 2012 г., № 439 — 25 июня 2020 г., № 239)
- Молчан, Андрей Леонидович (с 6 декабря 2021 г., № 473)

### Бразилия
Федеративная Республика Бразилия
- Крупец, Леонид Федорович (4 февраля 2011 г., № 56 — 13 июня 2016 г., № 218)
- Церковский, Александр Петрович (13 июня 2016 г., № 219 — 20 сентября 2021 г., № 355)
- Лукашевич, Сергей Владимирович (20 сентября 2021 г., № 356 — 22 апреля 2024 г., № 170)
- Андреев, Андрей Владимирович (с 27 марта 2025 г., № 120)

### Венесуэла
Боливарианская Республика Венесуэла
- Гуринович, Валентин Аркадьевич (14 августа 2008 г., № 423 — 31 июля 2012 г., № 340)
- Паферов, Олег Сергеевич (31 июля 2012 г., № 341 — 25 июня 2020 г., № 239)
- Молчан, Андрей Леонидович (с 25 июня 2020 г., № 240)

### Доминиканская Республика
Доминиканская Республика (послом по совместительству назначен посол в Кубе)
- Барановский, Валерий Валерьевич (6 декабря 2021 г., № 472 — 14 января 2025 г., № 17)
- Барчук, Виталий Петрович (с 14 января 2025 г., № 18)

### Канада
Канада
- Хвостов, Михаил Михайлович (1 октября 1997 г., № 495 — 11 августа 2000 г., № 440)
- Мазай, Нина Николаевна (8 мая 2001 г., № 246 — 3 января 2008 г., № 4)

### Колумбия
Республика Колумбия (послами по совместительству до 2020 г. назначались послы в Эквадоре)
- Полуян, Игорь Иванович (14 октября 2014 г., № 489 — 12 сентября 2019 г., № 333)
- Овсянко, Николай Леонидович (12 сентября 2019 г., № 334, переназначен 7 мая 2020 г., № 157 — 30 мая 2023 г., № 153)

### Куба
Республика Куба
- Полуян, Игорь Иванович (30 декабря 2002 г., № 639 — 18 апреля 2008 г., № 221)
- Астапенко, Владимир Аркадьевич (18 апреля 2008 г., № 222 — 25 июня 2015 г., № 273)
- Александров, Александр Николаевич (25 июня 2015 г., № 274 — 18 июня 2021 г., № 229)
- Барановский, Валерий Валерьевич (18 июня 2021 г., № 230 — 14 января 2025 г., № 17)
- Барчук, Виталий Петрович (с 14 января 2025 г., № 18)

### Мексика
Мексиканские Соединённые Штаты (послами по совместительству назначались — до 2009 г. послы в США, в 2015—2021 гг. посол в Кубе)
- Мартынов, Сергей Николаевич (3 декабря 1994 г., № 245 — 20 января 1997 г., № 72)
- Цепкало, Валерий Вильямович (24 февраля 1997 г., № 159 — 2 апреля 2002 г., № 167)
- Хвостов, Михаил Михайлович (21 марта 2003 г., № 110 — 4 июня 2009 г., № 284)
- Александров, Александр Николаевич (6 октября 2015 г., № 416 — 18 июня 2021 г., № 229)

### Никарагуа
Республика Никарагуа (послом по совместительству назначались — до 2020 г. послы в Эквадоре, в 2020—2022 гг. посол в Колумбии, с 2022 гг. посол в Кубе)
- Полуян, Игорь Иванович (14 октября 2014 г., № 489 — 12 сентября 2019 г., № 333)
- Овсянко, Николай Леонидович (12 сентября 2019 г., № 334, переназначен 7 мая 2020 г., № 157 — 21 марта 2022 г., № 108)
- Барановский, Валерий Валерьевич (с 21 марта 2022 г., № 109)

### Панама
Республика Панама (послом по совместительству назначались — до 2020 г. посол в Эквадоре, с 2020 г. посол в Колумбии)
- Полуян, Игорь Иванович (14 октября 2014 г., № 489 — 12 сентября 2019 г., № 333)
- Овсянко, Николай Леонидович (12 сентября 2019 г., № 334, переназначен 7 мая 2020 г., № 157 — 30 мая 2023 г., № 153)

### Парагвай
Республика Парагвай (послом по совместительству назначались — до 2020 г. посол в Аргентине, с 2021 г. посол в Бразилии)
- Астапенко, Владимир Аркадьевич (31 августа 2018 г., № 356 — 3 ноября 2020 г., № 402)
- Лукашевич, Сергей Владимирович (6 декабря 2021 г., № 471 — 22 апреля 2024 г., № 170)
- Андреев, Андрей Владимирович (с 27 марта 2025 г., № 120)

### Перу
Республика Перу (послами по совместительству назначаются послы в Аргентине)
- Козинцев, Виктор Васильевич (2 мая 2014 г., № 204 — 18 сентября 2017 г., № 334)
- Астапенко, Владимир Аркадьевич (31 августа 2018 г., № 356 — 3 ноября 2020 г., № 402)

### США
Соединённые Штаты Америки
- Мартынов, Сергей Николаевич (7 июля 1993 г., № 2470-XII — 20 января 1997 г., № 72)
- Цепкало, Валерий Вильямович (24 февраля 1997 г., № 159 — 2 апреля 2002 г., № 167)
- Хвостов, Михаил Михайлович (21 марта 2003 г., № 110 — 4 июня 2009 г., № 284)
- Кравченко, Олег Иванович (20 июля 2020, № 283[8] — 26 декабря 2020[9])

### Уругвай
Восточная Республика Уругвай (послом по совместительству назначались — до 2020 г. посол в Аргентине, с 2021 г. посол в Бразилии)
- Лазерко, Вадим Иванович (24 января 2000 г., № 25 — 3 января 2008 г., № 3)
- Козинцев, Виктор Васильевич (2 мая 2014 г., № 204 — 18 сентября 2017 г., № 334)
- Астапенко, Владимир Аркадьевич (7 декабря 2017 г., № 433 — 3 ноября 2020 г., № 402)
- Лукашевич, Сергей Владимирович (6 декабря 2021 г., № 471 — 22 апреля 2024 г., № 170)
- Андреев, Андрей Владимирович (с 27 марта 2025 г., № 120)

### Чили
Республика Чили (послами по совместительству назначаются послы в Аргентине)
- Лазерко, Вадим Иванович (24 января 2000 г., № 25 — 3 января 2008 г., № 3)
- Козинцев, Виктор Васильевич (2 мая 2014 г., № 204 — 18 сентября 2017 г., № 334)
- Астапенко, Владимир Аркадьевич (22 мая 2018 г., № 186 — 3 ноября 2020 г., № 402)

### Эквадор
Республика Эквадор (до 2014 г. послом по совместительству назначался посол в Венесуэле, с 2020 г. — посол в Колумбии)
- Паферов, Олег Сергеевич (28 сентября 2012 г., № 439 — 2 мая 2014 г., № 197)
- Полуян, Игорь Иванович (2 мая 2014 г., № 198 — 12 сентября 2019 г., № 333)
- Овсянко, Николай Леонидович (12 сентября 2019 г., № 334, переназначен 7 мая 2020 г., № 157 — 30 мая 2023 г., № 153)

## Африка

### Алжир
Алжирская Народная Демократическая Республика (послами по совместительству назначаются послы в Египте)
- Фисенко, Игорь Валентинович (16 ноября 2012 г., № 520 — 10 сентября 2013 г., № 405)
- Рачков, Сергей Анатольевич (с 23 января 2014 г., № 45 — 12 сентября 2019 г., № 337)
- Терентьев, Сергей Леонидович (с 26 декабря 2019 г., № 487)

### Ангола
Республика Ангола (до 2023 г. послами по совместительству назначались послы в ЮАР, с 2024 г. — посол в Зимбабве)
- Ахрамчук, Анатолий Николаевич (9 сентября 2002 г., № 484 — умер 27 октября 2008 г.)
- Молчан, Андрей Леонидович (28 сентября 2012 г., № 438 — 7 декабря 2017 г., № 434)
- Сидорук, Александр Дмитриевич (7 декабря 2017 г., № 435 — 20 ноября 2023 г., № 362)
- Маршалов, Игорь Анатольевич (c 12 августа 2025 г., № 319)

### Ботсвана
Республика Ботсвана (послом по совместительству назначался посол в ЮАР)
- Белый, Игорь Георгиевич (20 ноября 2023 г., № 363 — 27 марта 2025 г., № 121)

### Габон
Габонская Республика (послом по совместительству назначался посол в Нигерии)
- Бескостый, Вячеслав Васильевич (28 сентября 2012 г., № 436 — 26 июня 2018 г., № 251)

### Гамбия
Республика Гамбия (послом по совместительству назначался посол в Нигерии)
- Бескостый, Вячеслав Васильевич (28 сентября 2012 г., № 436 — 26 июня 2018 г., № 251)

### Гана
Республика Гана (послами по совместительству назначаются послы в Нигерии)
- Бескостый, Вячеслав Васильевич (12 апреля 2013 г., № 180 — 26 июня 2018 г., № 251)
- Бриль, Вячеслав Станиславович (26 июня 2018 г., № 252 — 17 апреля 2025 г., № 162)

### Египет
Арабская Республика Египет
- Лещеня, Игорь Александрович (3 июня 1998 г., № 290 — 21 января 2002 г., № 45)
- Михневич, Сергей Иванович (6 декабря 2002 г., № 591 — 14 августа 2008 г., № 430)
- Фисенко, Игорь Валентинович (14 августа 2008 г., № 431 — 10 сентября 2013 г., № 405)
- Рачков, Сергей Анатольевич (10 сентября 2013 г., № 406 — 12 сентября 2019 г., № 337)
- Терентьев, Сергей Леонидович (с 12 сентября 2019 г., № 338)

### Замбия
Республика Замбия (послом по совместительству назначан посол в Зимбабве)
- Маршалов, Игорь Анатольевич (c 12 августа 2025 г., № 319)

### Зимбабве
Республика Зимбабве (послами по совместительству до 2023 г. назначались послы в ЮАР)
- Молчан, Андрей Леонидович (28 февраля 2013 г., № 106 — 7 декабря 2017 г., № 434)
- Сидорук, Александр Дмитриевич (7 декабря 2017 г., № 435 — 20 ноября 2023 г., № 362)
- Маршалов, Игорь Анатольевич (с 20 ноября 2023 г., № 364)

### Камерун
Республика Камерун (послами по совместительству назначаются послы в Нигерии)
- Бескостый, Вячеслав Васильевич (28 сентября 2012 г., № 436 — 26 июня 2018 г., № 251)
- Бриль, Вячеслав Станиславович (26 июня 2018 г., № 252 — 17 апреля 2025 г., № 162)

### Кения
Республика Кения (до 2018 г. послом по совместительству назначался посол в Эфиопии)
- Куптель, Дмитрий Георгиевич (30 июня 2014 г., № 322, переназначен 2 мая 2018 г., № 152 — 19 ноября 2020 г., № 423)
- Взяткин, Павел Владимирович (c 19 ноября 2020 г., № 424)

### Кот-д'Ивуар
Республика Кот-д’Ивуар (послами по совместительству назначаются послы в Нигерии)
- Бескостый, Вячеслав Васильевич (10 сентября 2013 г., № 416 — 26 июня 2018 г., № 251)
- Бриль, Вячеслав Станиславович (18 сентября 2018 г., № 376 — 17 апреля 2025 г., № 162)

### Ливия
Великая Социалистическая Народная Ливийская Арабская Джамахирия
- Деревяшко, Александр Николаевич (24 октября 2000 г., № 565 — 18 апреля 2008 г., № 219)
- Степусь, Анатолий Алексеевич (18 апреля 2008 г., № 220 — 30 июня 2014 г., № 319)

### Мали
Республика Мали (послом по совместительству назначался посол в Нигерии)
- Бескостый, Вячеслав Васильевич (28 сентября 2012 г., № 436 — 26 июня 2018 г., № 251)

### Марокко
Королевство Марокко (послом по совместительству назначался посол в Ливии)
- Степусь, Анатолий Алексеевич (15 апреля 2011 г., № 156 — 30 июня 2014 г., № 319)

### Мозамбик
Республика Мозамбик (послами по совместительству назначаются послы в ЮАР)
- Молчан, Андрей Леонидович (28 сентября 2012 г., № 438 — 7 декабря 2017 г., № 434)
- Сидорук, Александр Дмитриевич (7 декабря 2017 г., № 435 — 20 ноября 2023 г., № 362)
- Белый, Игорь Георгиевич (20 ноября 2023 г., № 363 — 27 марта 2025 г., № 121)

### Намибия
Республика Намибия (послами по совместительству назначаются послы в ЮАР)
- Молчан, Андрей Леонидович (28 сентября 2012 г., № 438 — 7 декабря 2017 г., № 434)
- Сидорук, Александр Дмитриевич (7 декабря 2017 г., № 435 — 20 ноября 2023 г., № 362)
- Белый, Игорь Георгиевич (20 ноября 2023 г., № 363 — 27 марта 2025 г., № 121)

### Нигерия
Федеративная Республика Нигерия
- Бескостый, Вячеслав Васильевич (21 февраля 2012 г., № 90 — 26 июня 2018 г., № 251)
- Бриль, Вячеслав Станиславович (26 июня 2018 г., № 252 — 17 апреля 2025 г., № 162)

### Сенегал
Республика Сенегал (послом по совместительству назначался посол в Нигерии)
- Бескостый, Вячеслав Васильевич (28 сентября 2012 г., № 436 — 26 июня 2018 г., № 251)

### Судан
Республика Судан (послами по совместительству назначаются послы в Египте)
- Михневич, Сергей Иванович (5 мая 2006 г., № 292 — 14 августа 2008 г., № 430)
- Фисенко, Игорь Валентинович (16 ноября 2012 г., № 520 — 10 сентября 2013 г., № 405)
- Рачков, Сергей Анатольевич (2 мая 2014 г., № 205 — 12 сентября 2019 г., № 337)
- Терентьев, Сергей Леонидович (с 12 сентября 2019 г., № 338)

### Танзания
Объединенная Республика Танзания (послом по совместительству назначался — до 2018 г. посол в Эфиопии, с 2018 г. посол в Кении)
- Куптель, Дмитрий Георгиевич (15 декабря 2016 г., № 463, переназначен 2 мая 2018 г., № 152 — 19 ноября 2020 г., № 423)
- Взяткин, Павел Владимирович (c 19 ноября 2020 г., № 424)

### Того
Тоголезская Республика (послом по совместительству назначался посол в Нигерии)
- Бескостый, Вячеслав Васильевич (28 сентября 2012 г., № 436 — 26 июня 2018 г., № 251)

### Тунис
Тунисская Республика (послом по совместительству назначался посол в Ливии)
- Степусь, Анатолий Алексеевич (30 июня 2011 г., № 286 — 30 июня 2014 г., № 319)

### Уганда
Республика Уганда (послом по совместительству назначался — до 2018 г. посол в Эфиопии, с 2018 г. посол в Кении)
- Куптель, Дмитрий Георгиевич (13 июня 2016 г., № 220, переназначен 2 мая 2018 г., № 152 — 19 ноября 2020 г., № 423)
- Взяткин, Павел Владимирович (c 19 ноября 2020 г., № 424)

### Эфиопия
Федеративная Демократическая Республика Эфиопия (с 2018 г. послом по совместительству назначен посол в Кении)
- Куптель, Дмитрий Георгиевич (3 декабря 2013 г., № 544, переназначен 2 мая 2018 г., № 152 — 19 ноября 2020 г., № 423)
- Взяткин, Павел Владимирович (c 19 ноября 2020 г., № 424)

### ЮАР
Южно-Африканская Республика
- Ахрамчук, Анатолий Николаевич (29 октября 1999 г., № 632 — умер 27 октября 2008 г.)
- Молчан, Андрей Леонидович (8 ноября 2011 г., № 509 — 7 декабря 2017 г., № 434)
- Сидорук, Александр Дмитриевич (7 декабря 2017 г., № 435 — 20 ноября 2023 г., № 362)
- Белый, Игорь Георгиевич (20 ноября 2023 г., № 363 — 27 марта 2025 г., № 121)

## Австралия и Океания

### Австралия
Австралия — Австралийский Союз (послами по совместительству назначаются — до 2014 г. посол в Индонезии, с 2019 г. посол в Японии)
- Лопато-Загорский, Владимир Николаевич (21 февраля 2012 г., № 82 — 30 июня 2014 г., № 320)
- Ших, Виктор Адамович (30 июня 2014 г., № 321 — 31 августа 2018 г., № 351)
- Есин, Руслан Олегович (12 февраля 2019 г., № 60 — 7 июля 2022 г., № 233)

### Новая Зеландия
Новая Зеландия (послами по совместительству назначаются — до 2018 г. посол в Австралии, с 2019 г. посол в Японии)
- Ших, Виктор Адамович (30 июня 2014 г., № 321 — 31 августа 2018 г., № 351)
- Есин, Руслан Олегович (12 февраля 2019 г., № 60 — 7 июля 2022 г., № 233)

## Международные организации

### ООН
Постоянный представитель Республики Беларусь при Организации Объединённых Наций
- Буравкин, Геннадий Николаевич (до 13 января 1994 г., № 2682-XII)
- Сычев, Александр Николаевич (13 января 1994 г., № 2683-XII — 11 августа 2000 г., № 438)
- Линг, Сергей Степанович (11 августа 2000 г., № 439 — 16 октября 2002 г., № 524)
- Дапкюнас, Андрей Вадимович (27 августа 2004 г., № 421 — 4 февраля 2011 г., № 48; 13 декабря 2011 г., № 583 — 7 августа 2017 г., № 278)
- Рыбаков, Валентин Борисович (с 7 августа 2017 г., № 279)

### Отделение ООН и другие международные организации в Женеве
Постоянный представитель Белорусской ССР при Отделении ООН и других международных организациях в Женеве — Постоянный представитель Республики Беларусь при международных организациях в Женеве — Постоянный представитель Республики Беларусь при отделении Организации Объединённых Наций и других международных организациях в г. Женеве (Швейцарская Конфедерация) (в 1993—1998 гг. представителями по совместительству назначались послы в Швейцарии)
- Пешков, Василий Иванович (до 9 января 1991 г., № 493-XII)
- Мардович, Анатолий Александрович (9 января 1991 г., № 493-XII — 29 сентября 1994 г., № 129)
- Огурцов, Станислав Сергеевич (29 сентября 1994 г., № 130 — 9 июля 1998 г., № 357)
- Алейник, Сергей Федорович (5 октября 2002 г., № 518 — 9 января 2009 г., № 22)
- Хвостов, Михаил Михайлович (4 июня 2009 г., № 284 — 22 августа 2015 г., № 367)
- Амбразевич, Юрий Георгиевич (27 августа 2015 г., № 373 — 10 февраля 2022 г., № 43)
- Бельская, Лариса Леонидовна (с 10 февраля 2022 г., № 44)

### Международные организации в Вене
Постоянный представитель Республики Беларусь при международных организациях в Вене (с 1994 г. представителями по совместительству назначаются послы в Австрии)
- Боровиков, Виктор Максимович (до 27 декабря 1991 г., № 1358-XII)
- Бубен, Александр Николаевич (27 декабря 1991 г., № 1358-XII — 13 апреля 1994 г., № 2937-XII)
- Фисенко, Валентин Николаевич (13 апреля 1994 г., № 2936-XII — 10 марта 2000 г., № 120)
- Гайсенок, Виктор Анатольевич (19 мая 2000 г., № 275 — 18 февраля 2005 г., № 91)
- Сычев, Александр Николаевич (18 февраля 2005 г., № 92 — 26 августа 2011 г., № 373)
- Воронецкий, Валерий Иосифович (26 августа 2011 г., № 374 — 13 октября 2016 г., № 368)
- Купчина, Елена Николаевна (15 декабря 2016 г., № 461 — 25 февраля 2020 г., № 71)
- Дапкюнас, Андрей Вадимович (20 июля 2020 г., № 284)

### ЮНЕСКО
Постоянный представитель Республики Беларусь при Организации Объединённых Наций по вопросам образования, науки и культуры (ЮНЕСКО) — Постоянный представитель Республики Беларусь при ЮНЕСКО (с 1993 г. представителями по совместительству назначаются послы во Франции)
- Колбасин, Виктор Сергеевич (до 27 декабря 1991 г., № 1357-XII)
- Мазай, Нина Николаевна (27 декабря 1991 г., № 1357-XII — 20 января 1997 г., № 73)
- Сенько, Владимир Леонович (17 февраля 1997 г., № 154 — 7 апреля 2004 г., № 163)
- Ших, Виктор Адамович (26 октября 2004 г., № 525 — 26 февраля 2008 г., № 121)
- Павловский, Александр Алексеевич (26 февраля 2008 г., № 122 — 16 ноября 2012 г., № 518)
- Латушко, Павел Павлович (16 ноября 2012 г., № 519 — 15 января 2019 г., № 21)
- Фисенко, Игорь Валентинович (с 15 января 2019 г., № 22)

### Уставные и другие органыСНГ
Постоянный полномочный представитель Республики Беларусь при уставных органах Содружества Независимых Государств — Постоянный полномочный представитель Республики Беларусь при уставных и других органах Содружества Независимых Государств
- Жебрак, Михаил Викентьевич (29 декабря 1993 г., № 2649-XII — 28 октября 1997 г., № 546)
- Посохов, Сергей Алексеевич (28 октября 1997 г., № 547 — 10 марта 2000 г., № 126)
- Булахов, Дмитрий Петрович (31 марта 2000 г., № 161 — 16 июня 2000 г., № 345)
- Кузнецов, Вячеслав Николаевич (16 июня 2000 г., № 346 — 26 февраля 2008 г., № 119)
- Пугачев, Василий Павлович (26 февраля 2008 г., № 120 — 15 декабря 2014 г., № 584)
- Демчук, Николай Николаевич (15 декабря 2014 г., № 585 — 26 декабря 2019 г., № 488)
- Долгополова, Марина Ивановна (с 26 декабря 2019 г., № 489 — 14 января 2025 г., № 11)
- Назарук, Игорь Васильевич (с 14 января 2025 г., № 12)

### Европейский союзиЕвропейское сообщество по атомной энергии
Постоянный представитель Республики Беларусь при Комиссии Европейских Сообществ — Постоянный представитель Республики Беларусь при Европейских Сообществах — Постоянный представитель Республики Беларусь при Европейском союзе и Европейском сообществе по атомной энергии (представителями по совместительству назначаются послы в Бельгии)
- Лабунов, Владимир Архипович (28 февраля 1994 г., № 2823-XII — 3 мая 2001 г., № 229)
- Мартынов, Сергей Николаевич (15 июня 2001 г., № 329 — 21 марта 2003 г., № 111)
- Сенько, Владимир Леонович (7 апреля 2004 г., № 163 — 4 февраля 2011 г., № 52)
- Евдоченко, Андрей Александрович (4 февраля 2011 г., № 54 — 13 июня 2016 г., № 208)
- Михневич, Александр Юрьевич (13 июня 2016 г., № 209 — 29 июля 2021 г., № 296)

### Организация по запрещению химического оружия
Постоянный представитель Республики Беларусь в Организации по запрещению химического оружия (представителями по совместительству назначаются — в 1998—1999 гг. Временный Поверенный в Делах Республики Беларусь в Королевстве Нидерландов, с 2000 г. посол в Нидерландах)
- Алейник, Сергей Федорович (20 февраля 1998 г., № 282[10] — 1999 г.)
- Герасимович, Владимир Николаевич (11 августа 2000 г., № 437 — 14 августа 2008 г., № 426)
- Гриценко, Елена Николаевна (14 августа 2008 г., № 427 — 2 мая 2014 г., № 199)
- Борисевич, Николай Николаевич (2 мая 2014 г., № 200 — 29 июля 2019 г., № 284)
- Евдоченко, Андрей Александрович (с 20 октября 2020 г., № 374)

### НАТО
Постоянный представитель Республики Беларусь при Организации Североатлантического договора (представителями по совместительству назначаются послы в Бельгии)
- Лабунов, Владимир Архипович (23 марта 1998 г., № 156 — 3 мая 2001 г., № 229)
- Мартынов, Сергей Николаевич (15 июня 2001 г., № 329 — 21 марта 2003 г., № 111)
- Сенько, Владимир Леонович (7 апреля 2004 г., № 163 — 4 февраля 2011 г., № 52)
- Евдоченко, Андрей Александрович (4 февраля 2011 г., № 54 — 13 июня 2016 г., № 208)
- Михневич, Александр Юрьевич (13 июня 2016 г., № 209 — 29 июля 2021 г., № 296)

### Экономический советСНГ
Полномочный представитель Республики Беларусь при Экономическом совете Содружества Независимых Государств (с 2012 г. представителями по совместительству назначаются послы в России)
- Синявский, Евгений Васильевич (10 марта 2000 г., № 127 — 7 июня 2007 г., № 260)
- Найдунов, Владимир Андреевич (24 сентября 2007 г., № 443 — 19 апреля 2012 г., № 191)
- Кобяков, Андрей Владимирович (19 апреля 2012 г., № 192 — 27 августа 2012 г., № 385)
- Петришенко, Игорь Викторович (10 сентября 2012 г., № 401 — 18 августа 2018 г., № 335)
- Семашко, Владимир Ильич (13 ноября 2018 г., № 437 — 1 августа 2022 г., № 259)
- Крутой, Дмитрий Николаевич (1 августа 2022 г., № 260 — 27 июня 2024 г., № 255)
- Рогожник, Александр Николаевич (с 8 июля 2024 г., № 276)

### Евразийское экономическое сообщество
Постоянный представитель Республики Беларусь при Евразийском экономическом сообществе (представителями по совместительству назначались послы в России)
- Григорьев, Владимир Викторович (4 июля 2002 г., № 359 — 4 августа 2006 г., № 487)
- Долголев, Василий Борисович (4 августа 2006 г., № 494 — 8 ноября 2011 г., № 505)
- Кобяков, Андрей Владимирович (8 ноября 2011 г., № 506 — 27 августа 2012 г., № 385)
- Петришенко, Игорь Викторович (10 сентября 2012 г., № 401 — 18 августа 2018 г., № 335)
- Семашко, Владимир Ильич (13 ноября 2018 г., № 437 — 1 августа 2022 г., № 259)
- Крутой, Дмитрий Николаевич (1 августа 2022 г., № 260 — 27 июня 2024 г., № 255)
- Рогожник, Александр Николаевич (с 8 июля 2024 г., № 276)

### ФАО
Постоянный представитель Республики Беларусь при Продовольственной и сельскохозяйственной организации Объединённых Наций (представителями по совместительству назначаются послы в Италии)
- Скрипко, Алексей Анатольевич (5 мая 2006 г., № 292 — 31 октября 2008 г., № 596)
- Шестаков, Евгений Андреевич (31 октября 2008 г., № 597 — 22 декабря 2015 г., № 514)
- Гурьянов, Александр Евгеньевич (22 декабря 2015 г., № 515 — 20 июля 2020 г., № 282)

### Лига арабских государств
Постоянный представитель Республики Беларусь при Лиге арабских государств (представителями по совместительству назначаются послы в Египте)
- Михневич, Сергей Иванович (26 февраля 2008 г., № 116 — 14 августа 2008 г., № 430)
- Фисенко, Игорь Валентинович (14 августа 2008 г., № 431 — 10 сентября 2013 г., № 405)
- Рачков, Сергей Анатольевич (10 сентября 2013 г., № 406 — 12 сентября 2019 г., № 337)
- Терентьев, Сергей Леонидович (с 12 сентября 2019 г., № 338)

### Организация Договора о коллективной безопасности
Постоянный и Полномочный Представитель Республики Беларусь при Организации Договора о коллективной безопасности — Полномочный Представитель Республики Беларусь при Организации Договора о коллективной безопасности (представителями по совместительству назначаются послы в России)
- Кобяков, Андрей Владимирович (19 апреля 2012 г., № 192 — 27 августа 2012 г., № 385)
- Петришенко, Игорь Викторович (10 сентября 2012 г., № 401 — 18 августа 2018 г., № 335)
- Семашко, Владимир Ильич (13 ноября 2018 г., № 437 — 1 августа 2022 г., № 259)
- Крутой, Дмитрий Николаевич (1 августа 2022 г., № 260 — 27 июня 2024 г., № 255)
- Рогожник, Александр Николаевич (с 8 июля 2024 г., № 276)

### АСЕАН
Постоянный представитель Республики Беларусь при Ассоциации государств Юго-Восточной Азии (АСЕАН) (представителями по совместительству назначаются послы в Индонезии)
- Лопато-Загорский, Владимир Николаевич (10 сентября 2013 г., № 420 — 14 сентября 2017 г., № 330)
- Колесник, Валерий Георгиевич (22 мая 2018 г., № 187 — 20 ноября 2023 г., № 360)
- Романовский, Роман Геннадьевич (с 12 августа 2024 г., № 321)

### Африканский союз
Постоянный представитель Республики Беларусь при Африканском союзе (представителем по совместительству назначен — до 2018 г. посол в Эфиопии, с 2018 г. посол в Кении)
- Куптель, Дмитрий Георгиевич (3 декабря 2013 г., № 544, переназначен 2 мая 2018 г., № 152 — 19 ноября 2020 г., № 423)
- Взяткин, Павел Владимирович (c 19 ноября 2020 г., № 424)

### ЮНЕПиООН-Хабитат
Постоянный представитель Республики Беларусь при Программе Организации Объединённых Наций по окружающей среде (ЮНЕП) и Программе Организации Объединённых Наций по населенным пунктам (ООН-Хабитат) (представителем по совместительству назначен — до 2018 г. посол в Эфиопии, с 2018 г. посол в Кении)
- Куптель, Дмитрий Георгиевич (3 декабря 2013 г., № 544, переназначен 2 мая 2018 г., № 152 — 19 ноября 2020 г., № 423)
- Взяткин, Павел Владимирович (c 19 ноября 2020 г., № 424)

### Всемирная туристская организация
Постоянный представитель Республики Беларусь при Всемирной туристской организации (представителями по совместительству назначаются — до 2019 г. посол во Франции, с 2019 г. посол в Испании)
- Латушко, Павел Павлович (15 декабря 2016 г., № 464 — 15 января 2019 г., № 21)
- Пустовой, Павел Михайлович (12 февраля 2019 г., № 55 — 31 августа 2020 г., № 327)

### Международная морская организация
Постоянный представитель Республики Беларусь при Международной морской организации (представителем по совместительству назначен посол в Великобритании)
- Алейник, Сергей Федорович (14 сентября 2017 г., № 329 — 20 июля 2020 г., № 280)
- Ермолович, Максим Леонидович (20 октября 2020 г., № 373 — 1 августа 2022 г., № 261)

### ОБСЕ
Постоянный представитель Республики Беларусь при Организации по безопасности и сотрудничеству в Европе (ОБСЕ) (представителем по совместительству назначен посол в Австрии и Словении)
- Сычев, Александр Николаевич (18 февраля 2005 г., № 92 — 26 августа 2011 г., № 373)
- Воронецкий, Валерий Иосифович (26 августа 2011 г., № 374 — 13 октября 2016 г., № 368)
- Купчина, Елена Николаевна (15 декабря 2016 г., № 461 — 25 февраля 2020 г., № 71)
- Дапкюнас, Андрей Вадимович (с 20 июля 2020 г., № 284)